# Ginebra Arena
La Arena de Ginebra, Seg Geneva Arena o Arena Genf, (en francés: Arena de Genève) es un pabellón deportivo multiusos localizado en la ciudad de Le Grand-Saconnex y que sirve a la ciudad de Ginebra, Suiza. Forma parte del complejo Palexpo, que abrió sus puertas en 1995, y actualmente tiene capacidad para recibir a una aproximado de 9500 espectadores, en el espacio se celebran conciertos y eventos deportivos bajo techo, como competiciones de tenis y de baloncesto.